# Das Blaue Sofa

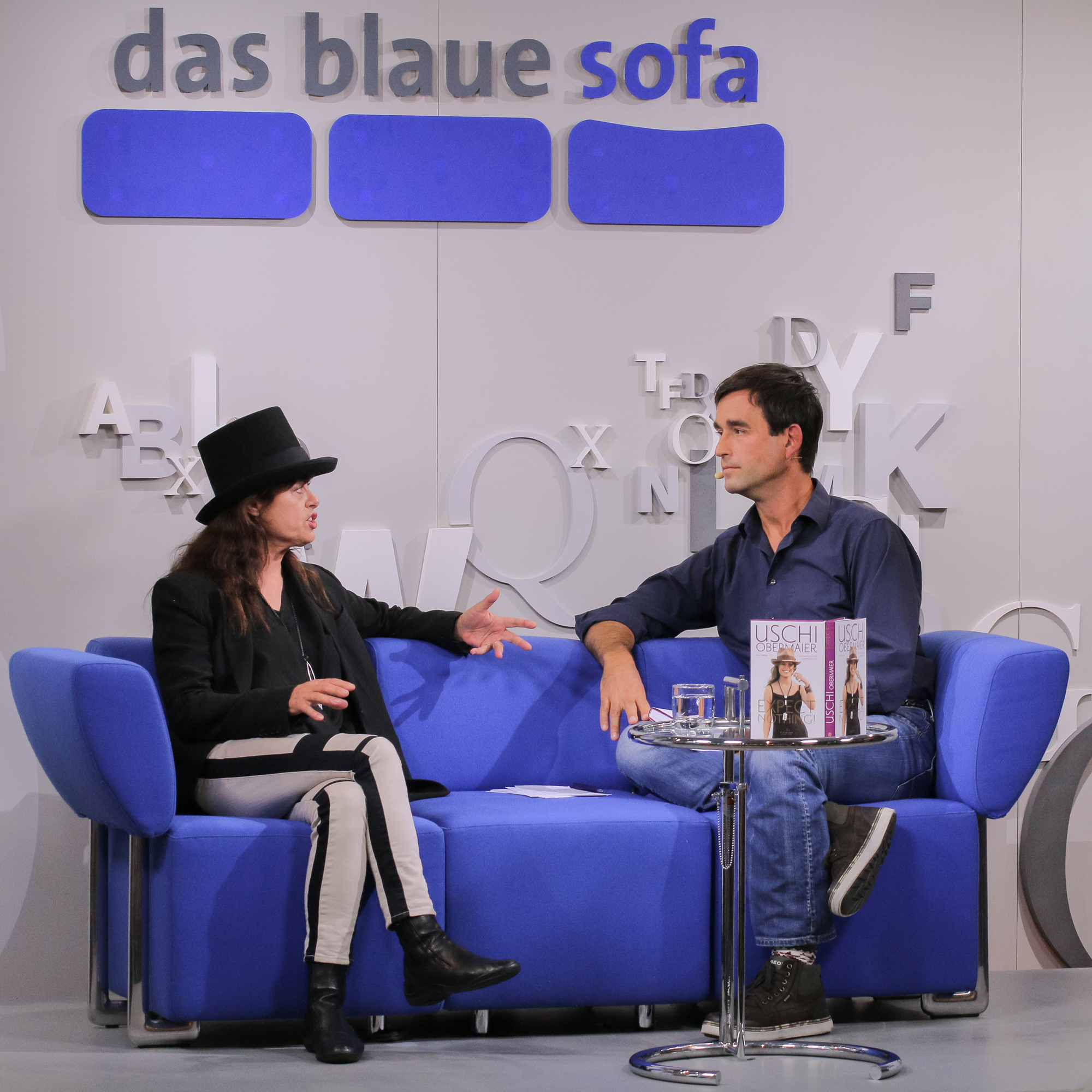
Uschi Obermaier mit dem Journalisten Michael Sahr bei der Vorstellung ihrer Autobiographie auf dem blauen Sofa während der Frankfurter Buchmesse 2013

Das Blaue Sofa (Schreibweise im Logo: das blaue sofa) ist eine Veranstaltungsreihe, bei der Autoren auf einem blauen Sofa Interviews geben. Veranstalter waren bis Ende 2022 der Medienkonzern Bertelsmann, das ZDF sowie ab 2008 Deutschlandfunk Kultur und ab 2018 3sat. Sie nannten es „das gemeinsame Autorenforum“, das insbesondere auf den Buchmessen in Frankfurt und Leipzig und regelmäßig im Berliner Kulturleben stattfindet. Zwischen 2011 und 2015 entstand daraus auch die monatliche Literatur-Sendung Das blaue Sofa. Seit 2023 hat Bertelsmann die Reihe allein fortgesetzt. ARD, ZDF, 3sat und Deutschlandfunk Kultur veranstalten seit der Frankfurter Buchmesse eine eigene Literaturbühne.

## Geschichte und Konzept
Die Reihe wurde 1999 vom Club Bertelsmann ins Leben gerufen, um „Lese- und Autorenförderung zu betreiben und um Gespräche zwischen ausgewählten Autoren und ausgewiesenen Kulturjournalisten einer breiten Öffentlichkeit zugänglich zu machen“, und wurde dazu von Beginn an durch das ZDF-Kulturmagazin aspekte und dessen ehemaligen Redaktionsleiter Wolfgang Herles begleitet: Seit März 2000 präsentiert „das blaue sofa“ gemeinsam mit seinen Partnern auf den Buchmessen in Leipzig und Frankfurt die wichtigsten Autoren der Buchmessen, die von Journalisten des ZDF sowie seit 2008 von Deutschlandfunk Kultur und seit 2018 von 3sat interviewt werden. Die Beiträge stellt das ZDF in seiner Mediathek online und sendete in aspekte-Sondersendungen mit dem Namen das blaue sofa Ausschnitte davon. Ab 2011 moderierte Herles monatlich eine eigenständige Sendung unter diesem Namen, die 2015 mit seinem Ruhestand endete.
Die Redaktionskonferenz des Blauen Sofas lädt etwa 60 (Leipziger Buchmesse) bis 80 (Frankfurter Buchmesse) Autoren ein, um deren neueste Bücher im halbstündigen Gespräch auf dem blauen Kultmöbelstück vorzustellen. Alle Gespräche können Zuschauer täglich live vor Ort auf den Buchmessen, in der ZDF-Mediathek, im Deutschlandfunk Kultur und in der 3sat-Mediathek verfolgen. Der Spiegel bezeichnete die Reihe als „Ruhmesrampe der Buchmessen“.

## „Das Blaue Sofa Berlin“
Vier Tage vor der Bundestagswahl im September 2005 feierte zudem das Blaue Sofa Berlin anlässlich des Internationalen Literaturfestivals Berlin Premiere. Autoren wie Paul Nolte, Rüdiger Safranski, Peter Schneider und Christoph Stölzl diskutierten das Thema „Neues Deutschland – steht die Kultur zur Wahl?“ Zwei Monate später gastierte das Blaue Sofa Berlin mit Paulo Coelho erstmals im Berliner Ensemble, dem Traditionstheater von Bertolt Brecht und Helene Weigel.
Weitere wichtige Auftritte waren die Buchpremiere des autobiografischen Romans „Beim Häuten der Zwiebel“ mit dem Literaturnobelpreisträger Günter Grass (2006) sowie das literarische Gipfeltreffen mit Grass, Joachim Kaiser und Martin Walser zum Thema „Gruppe 47 – sechzig Jahre danach“ (2007).
2008 gastierte das Blaue Sofa erstmals mit einer Talkrunde zum Thema „1968 und die Künste“ bei den Salzburger Festspielen. Im Dezember 2008, dem 60. Gründungsjahr des Staates Israel, luden Bundesaußenminister Frank-Walter Steinmeier und der Botschafter des Staates Israel, Yoram Ben-Zev zu einem Sofa-Talk zwischen dem israelischen Schriftsteller Amos Oz und dem Bundesaußenminister unter der Moderation von Wolfgang Herles ein.